# Fondmetal
Fondmetal war ein italienischer Formel-1-Rennstall, der aus dem Turiner Team Osella hervorgegangen war und in den Saisons 1991 und 1992 antrat. Das Team erzielte keine WM-Punkte.

## Geschichte

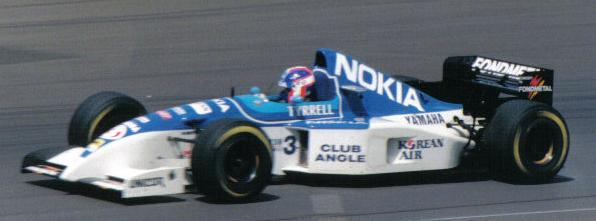
Fondmetal als Sponsor von Tyrrell 1995

Fondmetal ist ein italienischer Felgenhersteller, der bis 1984 Felgenlieferant für die Teams Williams, Ligier und Tyrrell in der Formel 1 war. Seit 1983 war Fondmetal persönlicher Sponsor von Piercarlo Ghinzani. Zunächst kam das kleine Team Osella in den Genuss der Unterstützung. In der Folgezeit sponserte Fondmetal alle Teams, in denen Ghinzani fuhr – darunter Zakspeed –, blieb aber gleichzeitig weiterhin einer der Sponsoren Osellas. 1989, als Ghinzani für eine letzte Saison zu dem Turiner Team zurückkehrte, übernahm Fondmetal erstmals Anteile an der Osella Squadra Corse. Dieser Schritt war in dieser Zeit überlebenswichtig für Osella. Mit den Mitteln Fondmetals gelang es dem Team, erstmals seit 1983 wieder ein vollständig neues Auto zu entwickeln. 1990 wurde Fondmetal Mehrheitseigentümer Osellas, und 1991 schließlich übernahm es alle Anteile von Enzo Osella. In der Formel-1-Saison 1991 trat das Team als Fondmetal Corse in der Formel-1-Weltmeisterschaft an. Das neue Teamwerk wurde in Palosco bei Bergamo errichtet; gleichzeitig eröffnete Fondmetal ein Konstruktionsbüro in Großbritannien, in dem künftig die Formel-1-Fahrzeuge des Teams entwickelt werden sollten. Teamchef und ‑besitzer war Gabriele Rumi, der Gründer von Fondmetal. Das Formel-1-Engagement dauerte lediglich eineinhalb Jahre. Im Spätsommer 1992 beendete Rumi wegen anhaltender Erfolglosigkeit den Einsatz seines Teams.
In den 1990er Jahren war Fondmetal in erster Linie als Sponsor von Tyrrell (1995) und Minardi (ab 1996) präsent; zudem unterhielt das Unternehmen in Italien einen Windkanal, in dem Teams wie Tyrrell wiederholt Forschungsarbeiten erledigen ließen.
1997 war der Fondmetal-Gründer Gabriele Rumi an der Rettung des finanziell angeschlagenen Teams Minardi beteiligt. Zusammen mit Flavio Briatore, Alessandro Nannini und einigen weiteren Geschäftsleuten übernahm er die Anteilsmehrheit an dem Team aus Faenza. Ein Jahr später übernahm Rumi die Anteile seiner bisherigen Geschäftspartner und führte das Team zusammen mit Giancarlo Minardi bis Ende 2001. Anfänglich war daran gedacht worden, das Minardi-Team in Fondmetal umzubenennen; letzten Endes hielt Rumi aber am etablierten und geschätzten Namen Minardi fest. Unter Rumis Führung konsolidierte sich die Lage Minardis, bis sich Rumi infolge einer Krebserkrankung Ende 2000 vom Motorsport zurückzog. Seine Anteile übernahm der Australier Paul Stoddart.
Fondmetal ist bis heute als Felgenhersteller aktiv.

## Fondmetal Corse in der Formel 1

### 1991
Fondmetal Corse bestritt das erste Jahr in der Formel 1 mit nur einem Fahrzeug. Als Fahrer wurde Olivier Grouillard verpflichtet, der bereits im Vorjahr bei Osella tätig gewesen war. Anfänglich hatte Gabriele Rumi ein zweites Auto für Paul Belmondo bereitstellen wollen, diese Überlegungen scheiterten allerdings früh an den begrenzten Kapazitäten des Reifenlieferanten.
Gabriele Rumi gab für die Saison 1991 ein gänzlich neues Auto in Auftrag. Dieses Fahrzeug sollte bei Fomet im englischen Bicester entwickelt werden, einer Tochterfirma Fondmetals, die Rumi im November 1990 gegründet hatte und in der Robin Herd – einer der Gründer von March Engineering – und Tino Belli mit etwa 30 britischen und italienischen Ingenieuren arbeiten sollten. Die Entwicklung des neuen Autos zog sich allerdings in die Länge, sodass Fondmetal Corse die ersten zwei Saisonrennen in Übersee mit einem geringfügig überarbeiteten Rennwagen von Osella bestreiten musste. Dieses Einsatzfahrzeug hieß Fondmetal FA1ME und entsprach dem Osella FA1ME, der bereits 1990 im Einsatz gewesen war. Grouillard gelang in keinem der beiden Anläufe die Vorqualifikation; er wurde hier stets Letzter und war noch langsamer als Pedro Chaves im Coloni C4, der allgemein als das schwächste Auto des Feldes angesehenen wurde.
Anlässlich des Großen Preises von San Marino debütierte der in Großbritannien entwickelte Fomet 1. Der Wagen war vollständig neu konstruiert worden; Aerodynamik, Getriebe und Radaufhängung hatten mit Osellas Konstruktion nichts mehr gemeinsam. Als Antrieb diente ein Cosworth DFR, der von Brian Hart getunt worden war. Die Motoren waren allerdings nicht neu; sie entsprachen den 1990 von Tyrrell eingesetzten Motoren. Erst zum Ende des Jahres 1991 erhielt Fondmetal eine aktualisierte Version.
bei den ersten drei Rennen der europäischen Saison scheiterte Grouillard weiterhin an der Vorqualifikation. Die einzige Verbesserung gegenüber den Auftaktrennen bestand darin, dass Grouillard nun Chaves im Coloni hinter sich lassen konnte. Eine Überraschung gelang dem Team beim Großen Preis von Mexiko: hier schaffte Grouillard problemlos die Vorqualifikation und positionierte seinen Wagen im Qualifying auf den zehnten Startplatz – noch vor den erfolgreichen Wagen von Jordan und ebenfalls vor dem Traditionsteam Lotus. Im Rennen fiel Grouillard allerdings, an 23. Stelle liegend, wegen einer defekten Ölpumpe aus. Bei den folgenden Veranstaltungen wechselten sich Nichtqualifikationen und Qualifikationen ab; soweit es zu einer Rennteilnahme kam, schied Grouillard allerdings regelmäßig wegen technischer Defekte aus. Die einzige Ausnahme ergab sich beim Großen Preis von Belgien, wo er als Zehnter ins Ziel kam.
Angesichts der wenigen Erfolge verlor Gabriele Rumi zunehmend das Vertrauen in Olivier Grouillard. Für die letzten drei Rennen des Jahres ersetzte er ihn daraufhin durch Gabriele Tarquini, der zuvor für AGS gefahren war. Grouillard nahm für ein letztes Rennen Tarquinis Platz in dem französischen Team ein. Tarquini kam in den letzten drei Rennen des Jahres zweimal ins Ziel – in Spanien als Zwölfter –, blieb aber jeweils deutlich außerhalb der Punkteränge.

### 1992

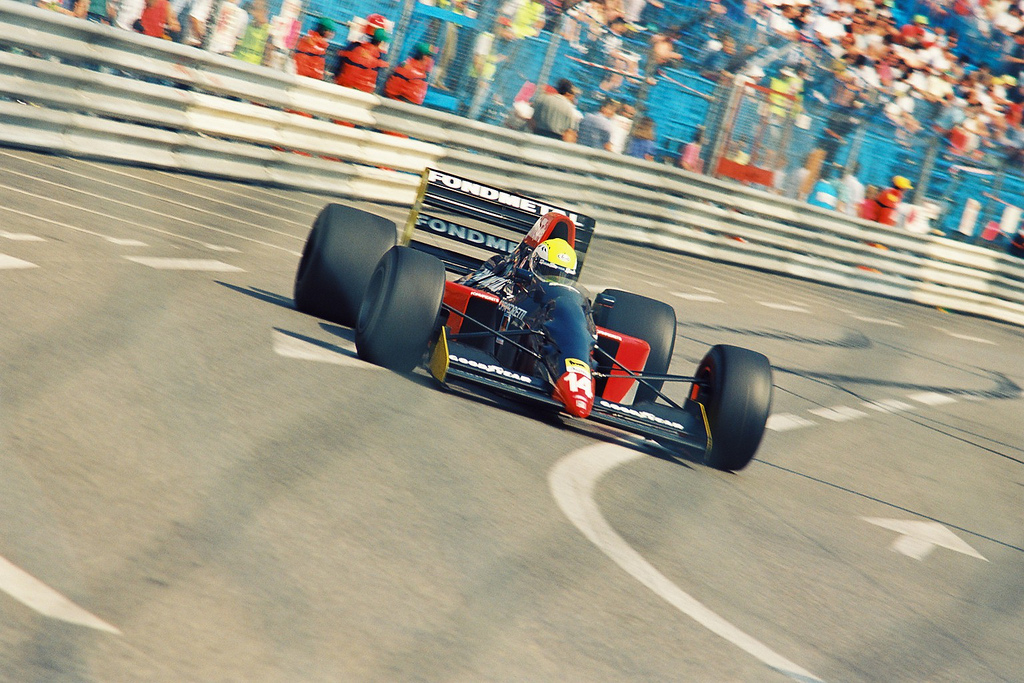
Andrea Chiesa im Fondmetal GR01 beim Großen Preis von Monaco 1992

Für 1992 sollte Fomet in Bicester erneut ein Fahrzeug für das Fondmetal-Team entwickeln. Bereits Ende 1991 war es allerdings zu Spannungen zwischen Gabriele Rumi und Fomet gekommen, als bekannt wurde, dass Robin Herd einen Auftrag des französischen Konkurrenzteams Larrousse anzunehmen bereit war. Ende 1991 brach Rumi daraufhin die Beziehungen zu Fomet ab. Mit der Entwicklung des neuen Autos wurde daraufhin Sergio Rinland beauftragt, ein ehemaliger Brabham-Ingenieur, der sich mit einem Betrieb namens Astauto kurz zuvor selbständig gemacht hatte.
Bis zur Fertigstellung des neuen Fahrzeugs musste Fondmetal Corse die Rennen der Saison 1992 mit dem aus dem Vorjahr bekannten Auto bestreiten. Das Fahrzeug erhielt die Bezeichnung GR 01, wurde allerdings technisch kaum verändert. Die wesentliche Modifikation bestand in der Installation eines neuen Motors. Rumi hatte von Ford Achtzylinder der HB-Generation erhalten, die im Vorjahr bei Benetton verwendet worden waren. In der Praxis harmonierten Auto und Motor nicht miteinander. Der Motor benötigte mehr Kühlung als der Fomet/GR 01 liefern konnte. Daraus resultierten zahlreiche Motorendefekte in den Rennen.
Fondmetal Corse meldete für die Saison 1992 zwei Fahrer. Gabriele Tarquini war im Team verblieben; neben ihm fuhr der Schweizer Andrea Chiesa, der hier in der Formel 1 debütierte.
Tarquini qualifizierte sich mit dem GR01 regelmäßig und erreichte mit dem 14. Startplatz beim Großen Preis von Mexiko das beste Qualifikationsergebnis des Teams in diesem Jahr. Im Rennen fuhr er die drittschnellste Runde (noch vor Michael Schumacher und Ayrton Senna), fiel letztlich aber wegen Motorschadens aus. Chiesa hingegen hatte Schwierigkeiten mit der Qualifikation. In sieben Versuchen qualifizierte er sich mit dem GR01 nur zweimal – in Mexiko und Spanien – fiel in beiden Rennen aber nach Drehern aus.
Beim Großen Preis von Spanien, der durch wechselnde Wetterbedingungen und teilweise starken Regen geprägt wurde, konnte Tarquini lange in aussichtsreicher Position mitkämpfen. In der zweiten Rennhälfte belegte er bis zu seinem Ausfall zehn Runden vor Schluss die Positionen 7 bzw. 8. Durch den Ausfall entgingen dem Team sehr wahrscheinlich die ersten WM-Punkte, da kurz vor Schluss mit Senna und Capelli zwei vor Tarquini liegende Autos noch ausfielen. Platz 6 ging somit an den Dallara von Pierluigi Martini, den Tarquini bis dahin lange Zeit souverän hinter sich halten konnte.
Anlässlich des Großen Preises Kanada debütierte der von Sergio Rinland entwickelte Fondmetal GR02. Das Auto entsprach weitgehend Rinlands Entwurf für einen – nie realisierten – Brabham BT 61. Es war einfach gemacht und hatte keinerlei elektronische Fahrhilfen. Tarquini war der Ansicht, dass der GR02 Potential hatte, allerdings mangelte es ihm an der erforderlichen Zuverlässigkeit. Der Wagen wurde kaum getestet und war deshalb bei den Renneinsätzen schwer zu beherrschen.
Beim ersten Einsatz des GR02 qualifizierte Tarquini den Wagen in Kanada für den 18. Startplatz. Im Rennen fiel er nach sechs Runden wegen eines defekten Gaszugs aus. Tarquini erreichte einige weitere erfreuliche Qualifikationsergebnisse, darunter einen 11. Startplatz in Belgien, wo er vor Ivan Capellis Ferrari ins Rennen gehen konnte. Keiner dieser Erfolge ließ sich allerdings in Resultate umsetzen; in den Läufen selbst schied Tarquini regelmäßig mit technischen Defekten aus. Die einzige Ausnahme bildete der Große Preis von Großbritannien, wo Tarquini als 14. ins Ziel kam.
Andrea Chiesa erhielt den GR02 erstmals beim Großen Preis von Frankreich. Bei einem Startunfall wurde sein Auto allerdings stark beschädigt, sodass er im Folgerennen noch einmal den GR01 einsetzen musste. Zum Großen Preis von Ungarn wurde Chiesa durch Eric van de Poele ersetzt, der zuvor bei Brabham gefahren war. Der Belgier wurde bei seinem Heimrennen Zehnter, was das beste Saisonresultat des Teams war. Vor dem Großen Preis von Portugal musste sich das Team wegen finanzieller Schwierigkeiten zurückziehen. Gabriele Rumi erwog zunächst einen Neubeginn in der Formel-1-Saison 1993, gab diese Pläne aber im Dezember 1992 auf.

## Der Fondmetal 3.0 Formel-1-Motor
In der Saison 2000 kehrte der Name Fondmetal in die Formel 1 zurück, als das italienische Team Minardi für den Minardi M02 einen als Fondmetal 3.0 bezeichneten Zehnzylindermotor meldete. Das Triebwerk war tatsächlich weder bei Fondmetal entwickelt noch aufgebaut worden. Es handelte sich vielmehr um einen in Großbritannien konstruierten Motor vom Typ Ford Zetec, den Minardi in Ermangelung einer Alternative übernommen hatte und eigenverantwortlich überarbeitete. Das Triebwerk befand sich auf dem Entwicklungsstand von 1998. Es wurde im folgenden Jahr erneut von Minardi eingesetzt; dabei erhielt es aber die Bezeichnung European V10.

## Zahlen und Daten

### Statistik in der Formel 1
| Saison | Teamname         | Chassis           | Motor                    | Reifen | Grands Prix | Siege | Zweiter | Dritter | Poles | schn. Runden | Punkte | WM-Rang |
| ------ | ---------------- | ----------------- | ------------------------ | ------ | ----------- | ----- | ------- | ------- | ----- | ------------ | ------ | ------- |
| 1991   | Fondmetal F1 SpA | Fondmetal FA1ME   | Ford Cosworth DFR 3.5 V8 | G      | –1          | –     | –       | –       | –     | –            | –      | 16.     |
| 1991   | Fondmetal F1 SpA | Fondmetal Fomet 1 | Ford Cosworth DFR 3.5 V8 | G      | 6           | –     | –       | –       | –     | –            | –      | 16.     |
| 1992   | Fondmetal        | Fondmetal GR01    | Ford HB 3.5 V8           | G      | 5           | –     | –       | –       | –     | –            | –      | 15.     |
| 1992   | Fondmetal        | Fondmetal GR02    | Ford HB 3.5 V8           | G      | 9           | –     | –       | –       | –     | –            | –      | 15.     |
| Gesamt | Gesamt           | Gesamt            | Gesamt                   | Gesamt | 192         | –     | –       | –       | –     | –            | –      |         |

1Mit diesem Rennwagen qualifizierte man sich für keinen Start.

2Ein Rennen wurde mit dem GR01 und dem GR02 ausgetragen.

### Alle Fahrer von Fondmetal in der Formel 1
| Name               | Jahre     | Grand Prix | Punkte | Siege | Zweiter | Dritter | Poles | SR | beste WM-Pos. |
| ------------------ | --------- | ---------- | ------ | ----- | ------- | ------- | ----- | -- | ------------- |
| Gabriele Tarquini  | 1991–1992 | 15         | –      | –     | –       | –       | –     | –  | 30. (1991)    |
| Olivier Grouillard | 1991      | 4          | –      | –     | –       | –       | –     | –  | 33. (1991)    |
| Eric van de Poele  | 1992      | 3          | –      | –     | –       | –       | –     | –  | 27. (1992)    |
| Andrea Chiesa      | 1992      | 3          | –      | –     | –       | –       | –     | –  | –1            |

1 Chiesa beendete kein Rennen in dieser Saison und wird daher nicht in der Gesamtwertung aufgeführt.

### Ergebnisse in der Formel 1
| Saison | Chassis           | Fahrer          | Nr. | 1    | 2    | 3    | 4    | 5    | 6   | 7   | 8    | 9    | 10  | 11  | 12  | 13   | 14 | 15 | 16   | Punkte | Rang |
| ------ | ----------------- | --------------- | --- | ---- | ---- | ---- | ---- | ---- | --- | --- | ---- | ---- | --- | --- | --- | ---- | -- | -- | ---- | ------ | ---- |
| 1991   | FA1M-E90, Fomet 1 |                 |     |      |      |      |      |      |     |     |      |      |     |     |     |      |    |    |      | –      | 16.  |
| 1991   | FA1M-E90, Fomet 1 | O. Grouillard   | 14  | DNPQ | DNPQ | DNPQ | DNPQ | DNPQ | DNF | DNF | DNPQ | DNPQ | DNQ | 10  | DNF | DNPQ |    |    |      | –      | 16.  |
| 1991   | FA1M-E90, Fomet 1 | G. Tarquini     | 14  |      |      |      |      |      |     |     |      |      |     |     |     |      | 12 | 11 | DNPQ | –      | 16.  |
| 1992   | GR01, GR02        |                 |     |      |      |      |      |      |     |     |      |      |     |     |     |      |    |    |      | –      | 15.  |
| 1992   | GR01, GR02        | A. Chiesa       | 14  | DNQ  | DNF  | DNQ  | DNF  | DNQ  | DNQ | DNQ | DNF  | DNQ  | DNQ |     |     |      |    |    |      | –      | 15.  |
| 1992   | GR01, GR02        | E. van de Poele | 14  |      |      |      |      |      |     |     |      |      |     | DNF | 10  | DNF  |    |    |      | –      | 15.  |
| 1992   | GR01, GR02        | G. Tarquini     | 15  | DNF  | DNF  | DNF  | DNF  | DNF  | DNF | DNF | DNF  | 14   | DNF | DNF | DNF | DNF  |    |    |      | –      | 15.  |

| Legende  | Legende            | Legende                                                          |
| Farbe    | Abkürzung          | Bedeutung                                                        |
| -------- | ------------------ | ---------------------------------------------------------------- |
| Gold     | –                  | Sieg                                                             |
| Silber   | –                  | 2. Platz                                                         |
| Bronze   | –                  | 3. Platz                                                         |
| Grün     | –                  | Platzierung in den Punkten                                       |
| Blau     | –                  | Klassifiziert außerhalb der Punkteränge                          |
| Violett  | DNF                | Rennen nicht beendet (did not finish)                            |
| Violett  | NC                 | nicht klassifiziert (not classified)                             |
| Rot      | DNQ                | nicht qualifiziert (did not qualify)                             |
| Rot      | DNPQ               | in Vorqualifikation gescheitert (did not pre-qualify)            |
| Schwarz  | DSQ                | disqualifiziert (disqualified)                                   |
| Weiß     | DNS                | nicht am Start (did not start)                                   |
| Weiß     | WD                 | zurückgezogen (withdrawn)                                        |
| Hellblau | PO                 | nur am Training teilgenommen (practiced only)                    |
| Hellblau | TD                 | Freitags-Testfahrer (test driver)                                |
| ohne     | DNP                | nicht am Training teilgenommen (did not practice)                |
| ohne     | INJ                | verletzt oder krank (injured)                                    |
| ohne     | EX                 | ausgeschlossen (excluded)                                        |
| ohne     | DNA                | nicht erschienen (did not arrive)                                |
| ohne     | C                  | Rennen abgesagt (cancelled)                                      |
| ohne     | keine WM-Teilnahme |                                                                  |
| sonstige | P/fett             | Pole-Position                                                    |
| sonstige | 1/2/3/4/5/6/7/8    | Punktplatzierung im Sprint-/Qualifikationsrennen                 |
| sonstige | SR/kursiv          | Schnellste Rennrunde                                             |
| sonstige | *                  | nicht im Ziel, aufgrund der zurückgelegten Distanz aber gewertet |
| sonstige | ()                 | Streichresultate                                                 |
| sonstige | unterstrichen      | Führender in der Gesamtwertung                                   |